# Leova (distriktshuvudort)
Leova (ryska: Леово) är en distriktshuvudort i Moldavien. Den ligger i distriktet Leova, i den södra delen av landet, öster om floden Prut. Leova ligger 37 meter över havet och antalet invånare är 14 301.
Terrängen runt Leova är platt. Trakten runt Leova består till största delen av jordbruksmark.